# Vulsor penicillatus
Vulsor penicillatus là một loài nhện trong họ Ctenidae.
Loài này thuộc chi Vulsor. Vulsor penicillatus được Eugène Simon miêu tả năm 1896.